# جولشاه أكايا
جولشاه أكايا (بالتركية: Gülşah Akkaya)‏ مواليد 6 أكتوبر 1977 في إزمير، تركيا، هي لاعبة كرة سلة تركية بدأت مسيرتها الاحترافية في سنة 1990. تلعب مع فريق بشكطاش في الدوري التركي لكرة السلة للسيدات.

## روابط خارجية
- جولشاه أكايا على موقع الاتحاد الدولي لكرة السلة (الإنجليزية)
- جولشاه أكايا على موقع كرة السلة الأوروبية.كوم (الإنجليزية)
- جولشاه أكايا على موقع بروبوليرز (الإنجليزية)